# Deák Ferenc tér (stanice metra v Budapešti)

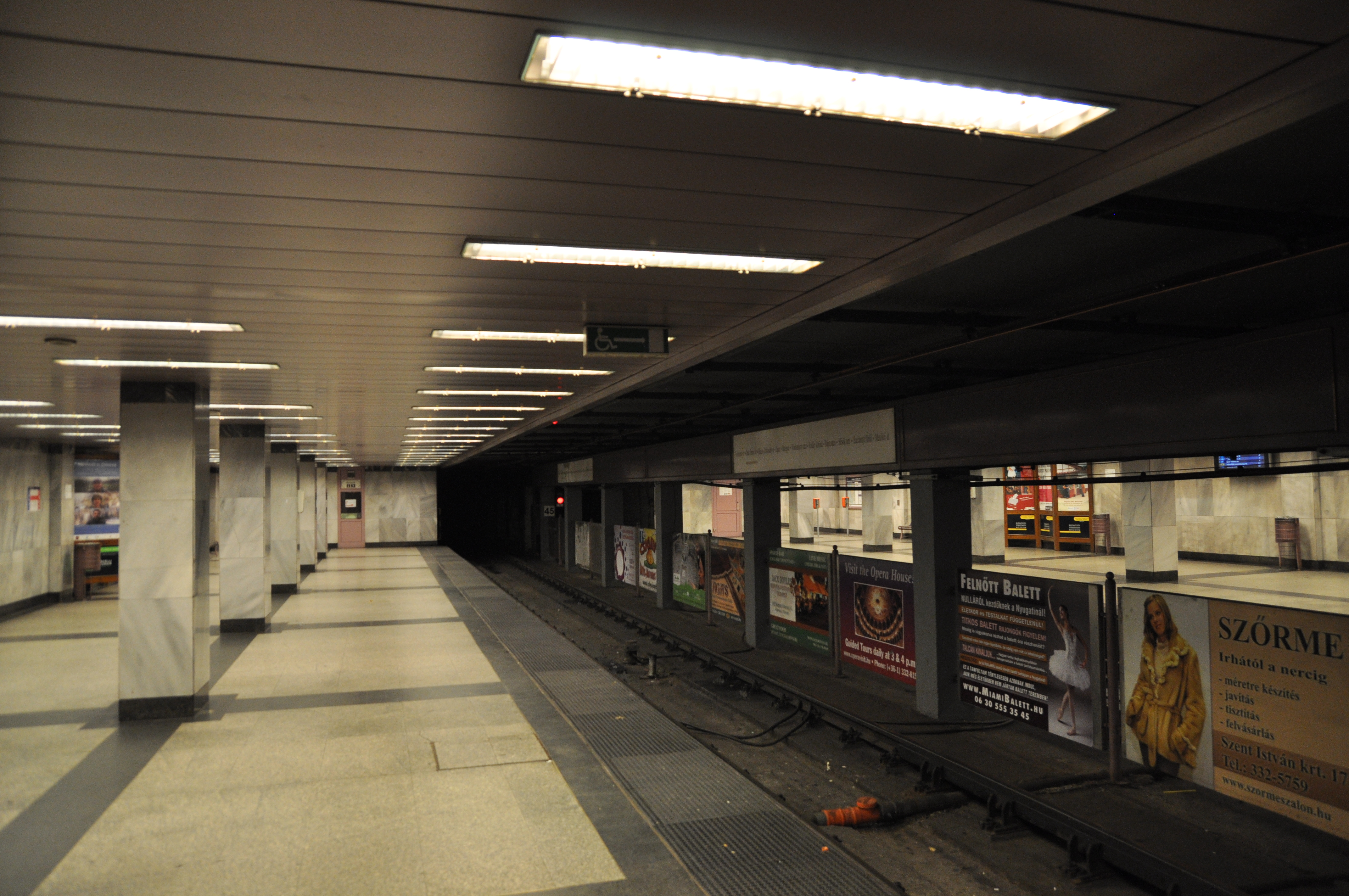
podoba stanice na lince M1

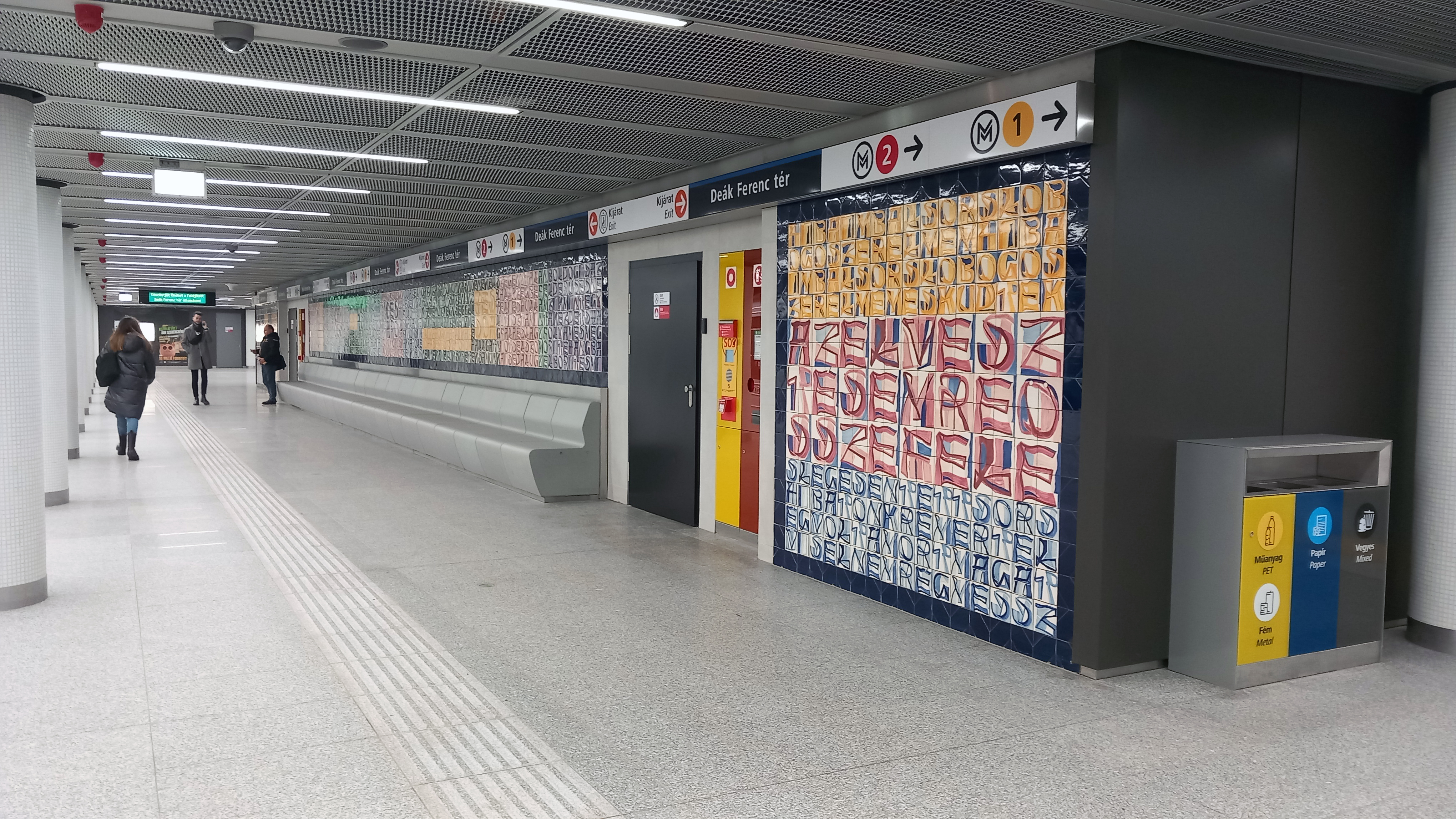
podoba stanice na lince M3

Deák Ferenc tér je stanice metra v Budapešti na linkách M1, M2 a M3. Nachází se přímo v centru města na náměstí Ference Deáka. Až do otevření linky M4 na jaře 2014 šlo o jedinou přestupní stanici v celém systému. V místě se nachází konečná stanice tramvajových linek 47, 48 a 49.

## Charakter stanice
Stanice linek M2 a M3 jsou ražené a umístěny hluboko pod zemí. Každá z linek má vlastní ostrovní nástupiště. Stanice linky M1 je hloubená, s bočními nástupišti. Ražená stanice linky M3 není koncipována jako klasická trojlodní stanice sovětského typu, ale byla budována ražbou pěti tunelů, z nichž tři střední tvoří střední loď. Pilíře jsou zde nahrazeny čtyřmi řadami sloupů. Klenutí stropu je zakryto podhledem. Jednotlivá nástupiště jsou propojena přestupními chodbami.
Nástupiště patřící žluté lince M1 jsou umístěna mělce pod povrchem, pod ním se nacházejí další dvě nástupiště linek M2 a M3, která jsou oproti nejstarším na M1 pootočena o 90° a mezi sebou jsou zhruba v rovnoběžné poloze. Systém přestupních chodeb je relativně složitý. Chodby jsou celkem dvě, jedna severní, z níž je umožněn přestup mezi všemi linkami i výstup na povrch, a jedna jižní, která vychází ze středu nástupiště linky M3 pod jeho vlastní úroveň do části stanice patřící lince červené, M2.

## Historie
Deák Ferenc tér vznikla jako jedna první z prvních v budapešťském metru, a to již roku 1896. V 60. letech 20. století se budovalo nástupiště pro linku M2 (otevřeno roku 1970), o dalších sedm let později se zprovoznila pak i část patřící třetí lince. Kvůli rozsáhlé přestavbě okolí byla pro linku M1 vytvořena zcela nová stanice, přičemž prostory té původní jsou využity jako dopravní muzeum, mapující vývoj budapešťského metra.
Na začátku 21. století proběhly rekonstrukce a modernizace též i na novějších částech stanice. Stanice linky M2 byla rekonstruována v roce 2006, v letech 2020–2023 pak proběhla rekonstrukce stanice linky M3.